# Excipiente

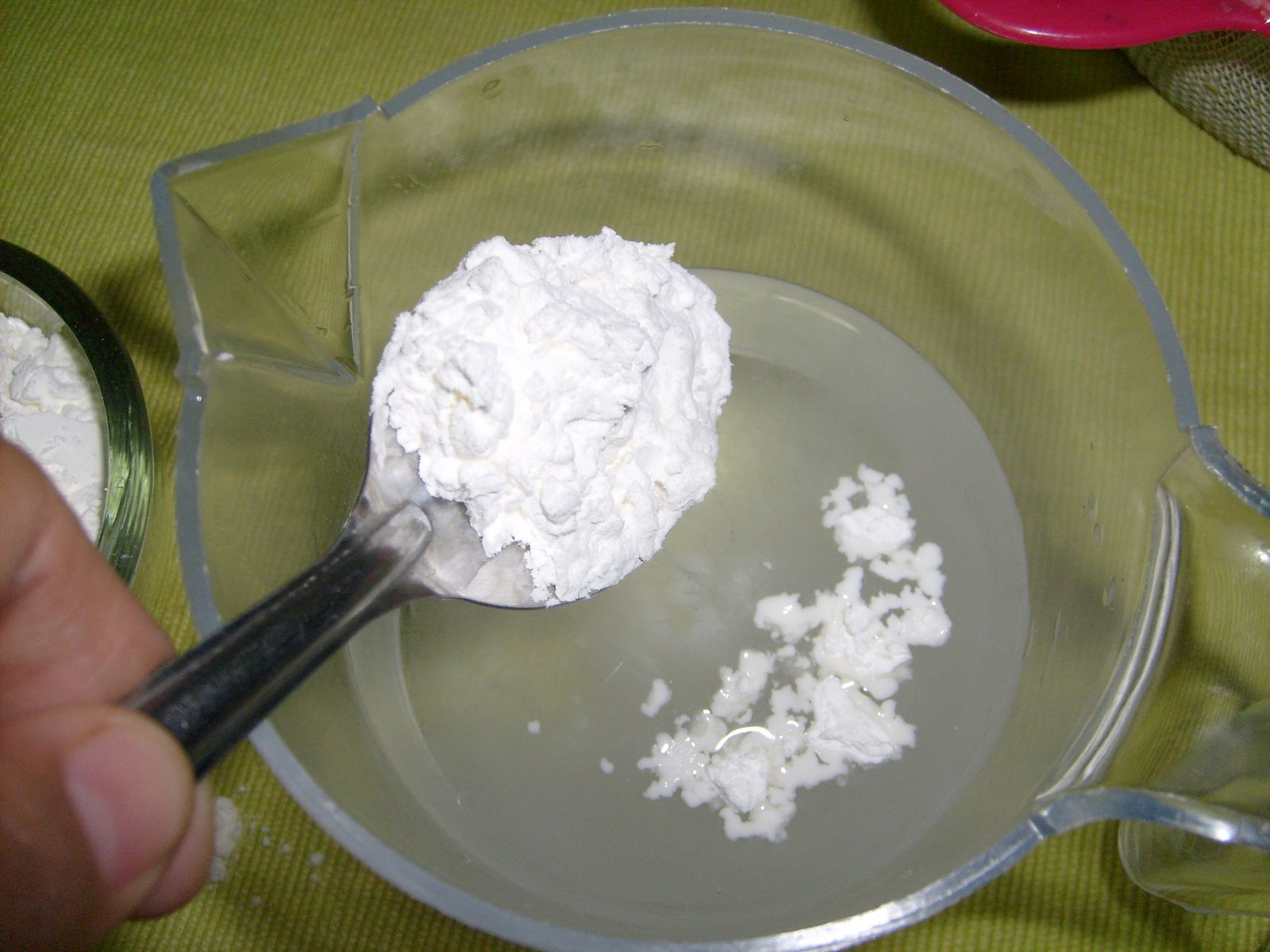
La maicena puede servir como base para la mayoría de los excipientes.

En farmacéutica, un excipiente es una sustancia inactiva que se mezcla con el principio activo para dar consistencia a los medicamentos. Además pueden usarse para ayudar al proceso de fabricación de un producto.
Se considera que los excipientes son inertes, por lo general. De hecho, es deseable que no tengan ninguna acción farmacológica propia, aunque algunos pueden tener efecto en determinadas circunstancias.

## Datos generales
En general, las sustancias activas por sí mismas no pueden ser absorbidas fácilmente por el cuerpo humano; es necesario administrarlas en la forma apropiada, por lo tanto la sustancia debe ser disuelta o mezclada con una sustancia excipiente, si es sólido o blando, o un vehículo si es líquido. Además pueden usarse para ayudar al proceso de fabricación de un producto. 
Dependiendo de la vía de administración es posible usar distintos excipientes. Además, cuando un ingrediente activo ha sido purificado, muchas veces no puede permanecer así por mucho tiempo. Otro uso de los excipientes es como estabilizadores que aseguran la activación del ingrediente activo lo suficiente como para hacer competitivo el producto. El uso más común y recomendado para la toma es el agua pura, disolvente universal.
Esta sustancia permite mejorar la efectividad de los fármacos de diferentes maneras como su absorción, la mejora de la seguridad y la estabilidad de los medicamentos.

## Tipos de excipientes
- Aglutinantes: ayudan a mantener unidos los ingredientes de un comprimido. Comúnmente se utilizan almidones, azúcares y celulosas como hidroxipropil celulosa o hidroxipropil metil celulosa (hipromelosa). También se utilizan azúcares como xilitol, sorbitol o maltitol.
- Diluyentes: rellenan el contenido de un comprimido o cápsula para lograr una presentación conveniente para el consumo. La celulosa microcristalina es un diluyente cuyo uso está bastante extendido en comprimidos o cápsulas de gelatina dura. El fosfato de calcio dibásico es también un relleno popular para tabletas. Para cápsulas de gelatina blanda suelen utilizarse aceites.
- Disgregantes: estos se expanden y disuelven cuando se les moja, causando así la disgregación del comprimido en el tracto digestivo y libere los principios activos para su absorción.
- Lubrificantes: previenen que los ingredientes se agrupen en terrones o que se peguen en alguna de las máquinas industriales con los que se fabrican. Los minerales comunes como talco o silica, y grasas esteroides son los lubricantes más frecuentes en comprimidos o cápsulas duras de gelatina.
- Recubridores: son sustancias que protegen los ingredientes de la tableta de los efectos del aire, de la humedad y ayudan a que las tabletas de sabor poco placentero sean más fáciles de tragar. La mayoría de las tabletas recubiertas utilizan una capa de celulosa (fibra vegetal) que está libre de sustancias alergénicas. Otros materiales utilizados son polímeros sintéticos u otros polisacáridos. Según la velocidad de disolución de un recubrimiento se puede determinar en que lugar del tracto digestivo se liberen las proteínas, o el periodo de acción de estas.
- Edulcorantes: sirven para proporcionar sabor dulce a las formas farmacéuticas, otorgándoles sabor más agradable.
- Saborizantes y colorantes: sirven para mejorar las propiedades organolépticas, y por tanto, aumentar el cumplimiento terapéutico.[3]